# 馬來亞菊頭蝠
馬來亞菊頭蝠（學名：Rhinolophus malayanus）是菊頭蝠屬一種體型較小的蝙蝠，由英國動物學家約翰·劉易斯·詹姆斯·邦霍特於1903年描述發表，現為IUCN無危物種，其种加词“malayanus”意为“马来亚的”。廣泛分布於中南半島（越南、寮國、柬埔寨、泰國、馬來西亞與緬甸）海拔1400公尺以下地區，最大的族群為泰國一座多達3000隻馬來亞菊頭蝠的蝙蝠洞。2015年本種也在中國雲南勐臘縣被發現。馬來亞菊頭蝠外型與同屬的小褐菊頭蝠、小菊頭蝠、大葉菊頭蝠、苏拉威西菊头蝠與婆羅菊頭蝠相似。
2020年發表、與SARS-CoV-2全基因組序列相似度達93.3%的RmYN02病毒為自2019年於雲南勐臘採集的馬來亞菊頭蝠糞便樣本中發現。